# Moselia infuscata
Moselia infuscata är en bäcksländeart som först beskrevs av Peter Walter Claassen 1923.  Moselia infuscata ingår i släktet Moselia och familjen smalbäcksländor. Inga underarter finns listade i Catalogue of Life.